# 事任八幡宮

34°47′54″N 138°04′32″E / 34.798389°N 138.075428°E
事任八幡宮（日语：／ Kotonomama-hachimangū */?），古稱己等乃麻知神社（日语：／ Kotonomano-jinja */?）、事任社、日坂八幡宮、新坂八幡宮（日语：、／ Nissaka-hachimangū */?）、譽田八幡宮（日语：／ Honda-hachimangū */?）或八幡神社（日语：／ Hachiman-jija */?），是一座位於日本静岡縣掛川市八坂的神社，社格是式內小社、遠江國一宮和縣社，主祭神是己等乃麻知比賣命，氏子數目在1912年時是356戶，事任的意思是心想事成。神社的大杉樹和樟樹分別在1980年8月20日和2000年2月24日獲指定為掛川市天然紀念物。

## 歷史

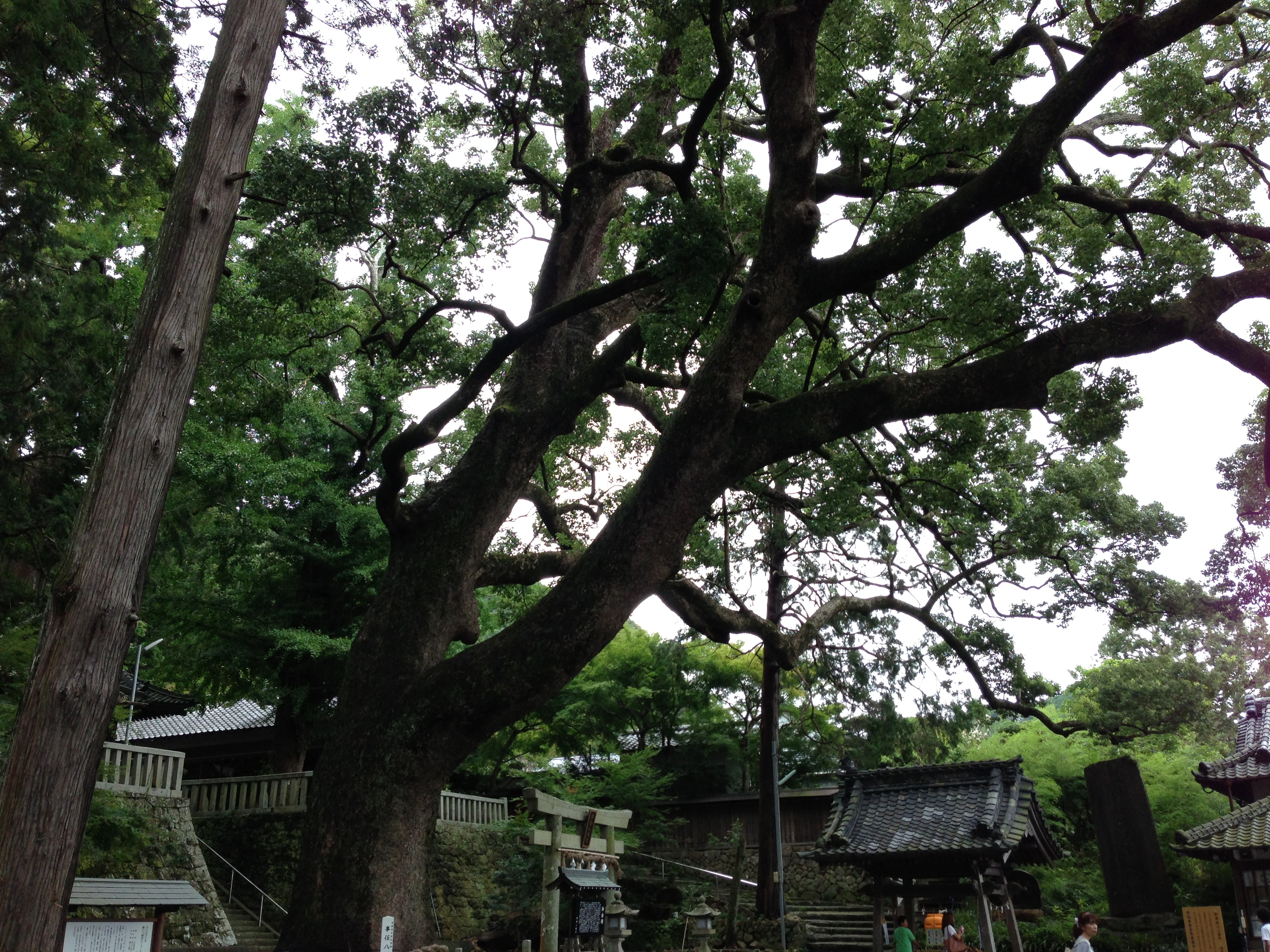
神社的樟樹

根據《掛川誌稿》記載，物部連的子孫在成務天皇時代獲任命為遠江國久努國造、久努直和佐夜直等職務，而效力於遠江國造的佐夜部直定居於山口一帶，並且在此建立祖神的神社，不過隨著子孫斷絕，神社也合祀至其他神社。其後，神社在大同2年（807年）由坂上田村麻呂奉敕命重建，神社官方主張神社在此時從本宮山遷座至現在的里宮。其後根據《日本文德天皇實錄》嘉祥3年7月11日（850年8月21日）條記載，神社以「任事神」的名義獲授予從五位下的神階，及後按《日本三代實錄》貞觀2年正月27日（860年2月22日）條記載，以「真知乃神」的名義升至正五位上，而在延長5年（927年）成立的《延喜式神名帳》中則是式內小社。此外，神社的名稱也見於《枕草子》第227段（ことのままの明神）。寬仁4年（1020年），相模陪同丈夫大江公資赴任時在神社附近創作的和歌收錄於其家集（新編國歌大觀編號135的左注）。康平5年（1062年），源賴義勸請石清水八幡宮至神社。
神社作為歌枕也見於貞應2（1223年）的《海道記》（新編國歌大觀編號30:1278）和仁治2年（1241年）的《東關紀行》（新編國歌大觀編號29:1280），神社官方分別將兩首和歌視為源光行和源親行的作品。文永3年（1266年）7月，宗尊親王退任將軍後，在返回京都途中經過神社時創作的和歌收錄於《中書王御詠》（新編國歌大觀編號337）。寶治2年（1248年），根據《式內社調查報告》引用的說法，神社在這時時候改稱為八幡宮。弘安2年（1279年），阿佛尼在《十六夜日記》中記載她參拜了神社，另外按《東海道記》記載，冷泉為和則在天文4年（1534年）時參拜了神社。此外，神社作為一宮最早的記述出自於《大日本國一宮記》，一宮相關文獻除了《三河國花祭祭文》，均是吉田家相關的文獻，推測是由於建於東海道沿路而為朝廷所知的神社希望彰顯權威，而向吉田家請求認定其為一宮。

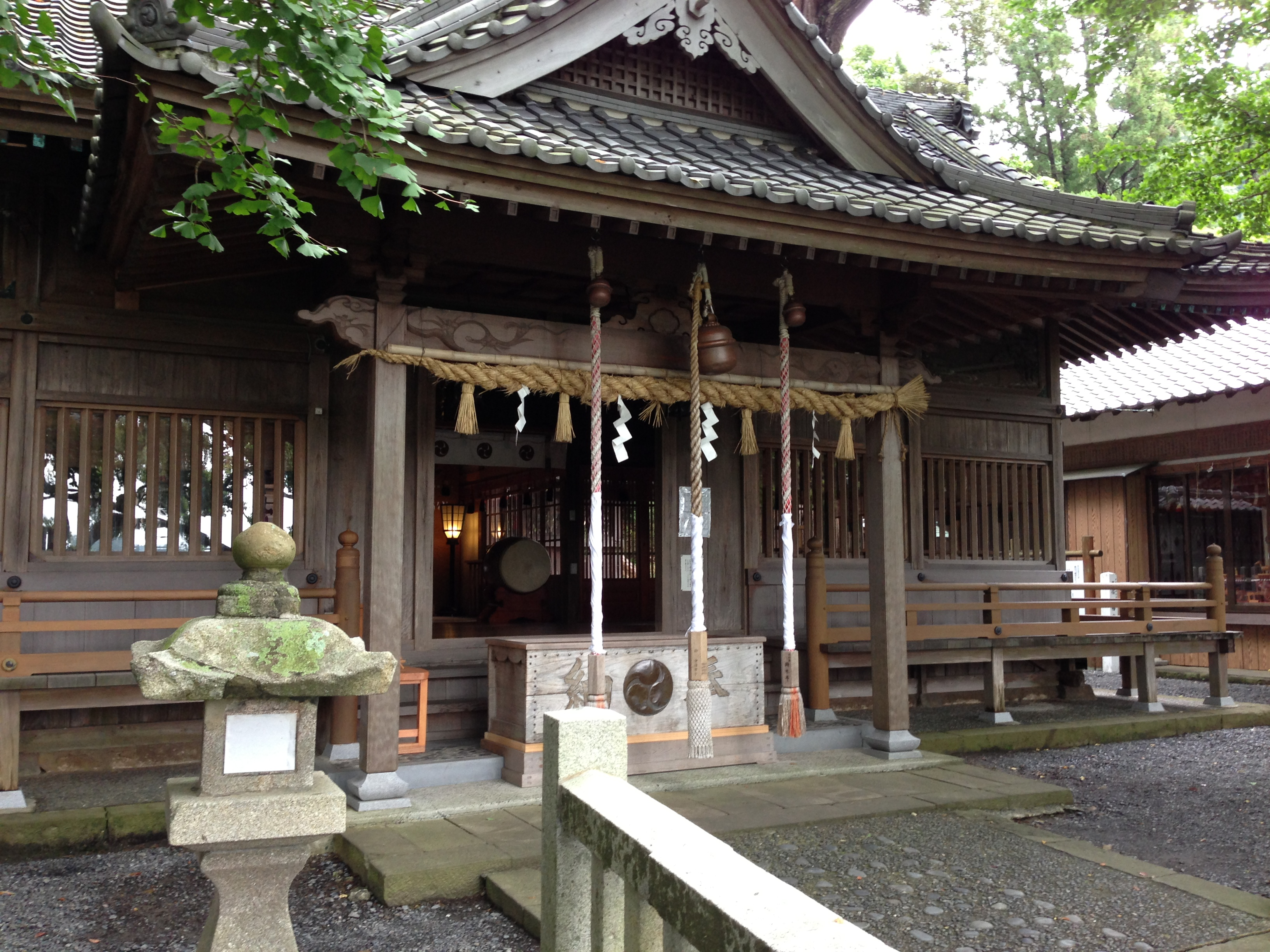
拜殿

慶長13年（1608年），德川家康替神社興建本殿，並且寄進朱印約100石，同年11月改稱新坂八幡宮，其後德川秀忠在寬永5年（1628年）又替神社興建中門，並且下賜賀茂方村（鴨方村，現八坂）中的朱印約100石至神社。根據國立史料館本《元祿鄉帳》記載，神社的社領分散於源兵衛村（現掛川市日坂）、鴨方村、宮村（現八坂）、影森村（現八坂）、大向村（現日坂）、池下村（現掛川市逆川和奧野村（現日坂），按神社記載分別是源兵衛村約9石、鴨方村約19石、宮村約21石、影森村約14石、大向村約1石、池下村約6石以及奧野村約27石，《舊高舊領取調帳》則將奧野村以外六村的石高以新坂村的名義，記載為約72石。寬永12年（1635年），烏丸光弘在《春之曙記》中記載自己參拜了神社，萬治2年（1659年）由淺井了意撰寫的《東海道名所記》中也有神社相關的內容，恩格爾貝特·肯普弗在寶永6年（1709年）的遊記以及賀茂真淵在元文4年（1739年）撰寫的《岡部日記》也有提及神社。寶曆11年（1761年），重建神輿。寬政9年（1797年），秋里籬島繪製了《東海道名所圖會》，指出當時神社稱為譽田八幡，《遠江國風土記傳》則稱是日坂八幡，《東海道分間延繪圖》稱作日坂譽田八幡。文政3年（1820年），興建中門、玉垣和社務所（現宮司宅），天保6年（1835年）修復神輿，天保11年（1840年）興建拜殿和鳥居，安政2年（1855年）和文久年間（1861年至1864年）分別興建了稻荷神社和五社神社。
明治元年（1868年）10月，植松雅言和平田鐵胤在東京行幸時作為敕使奉幣至神社。1872年，神社列為縣社，當時神社雖然申請易名為事任八幡，但是被駁回，最終改稱為八幡神社。1907年1月12日，神社列為神饌幣帛料供進社。1940年，興建社務所。1947年，隨著近代社格制度告終後，神社獲准改名為事任八幡宮。1974年和1989年，先後重建稻荷神社和五社神社，1990年又修復金刀比羅神社，1997年則興建石圍牆。1999年，神社向神社本廳申請認定己等乃麻知比賣命為主祭神，在同年8月獲批准。2009年，神社在南口興建鳥居。

## 祭神和建築

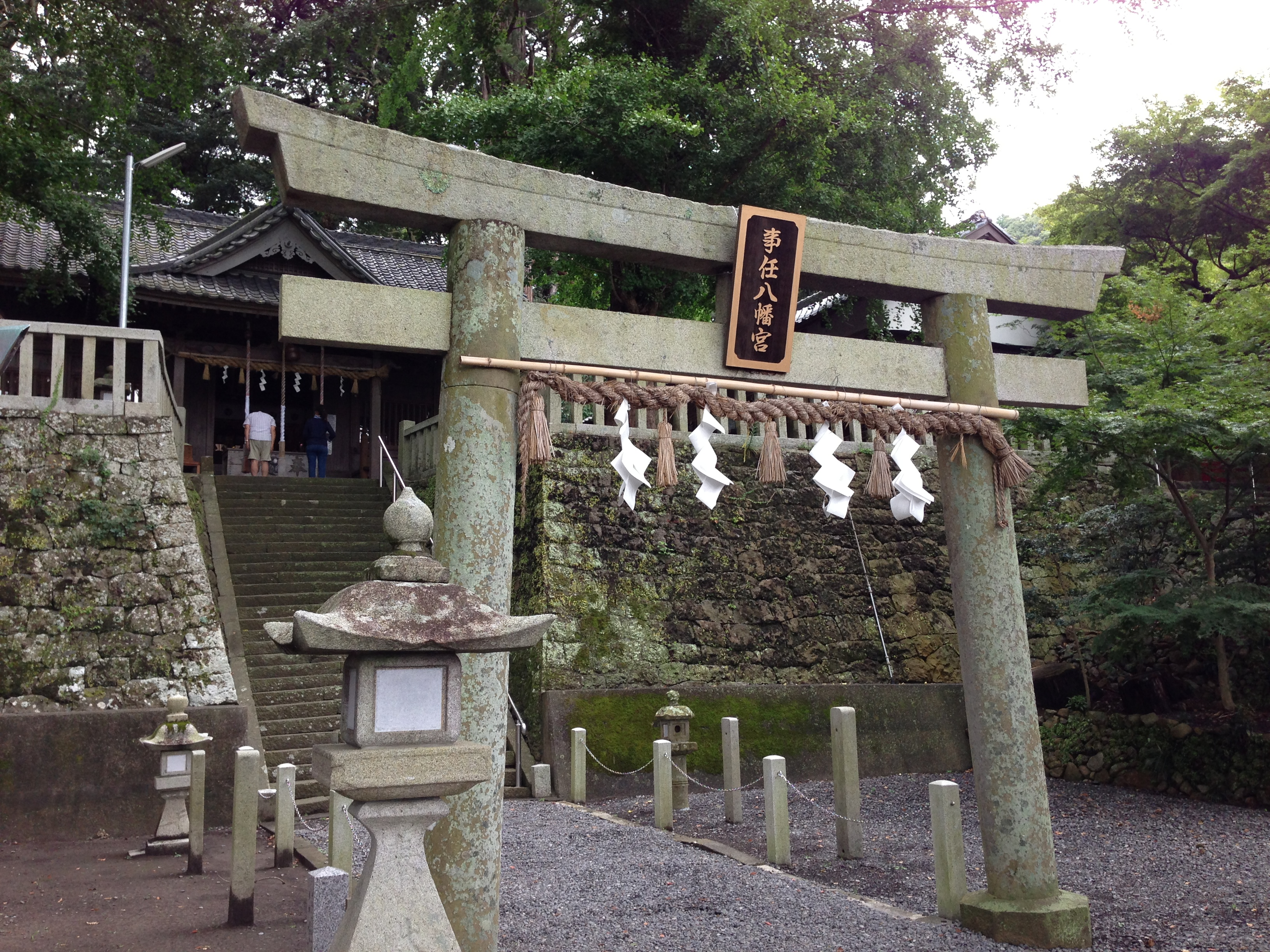
二之鳥居

神社的主祭神是己等乃麻知比賣命，為玉主命之女，興台產命之妻，天兒屋命之母。己等乃麻知（ことのまち）中的可以指事情或話語，則既可以指麻知，也可以寫成真知，也就是說她是知曉真實，並且通過話語來達成目標的神明，同樣也以此來保祐世人。此外，尚有統稱為八幡大神的譽田別命、息長帶比賣命以及玉依比賣命。此外，境內神社五社神社的祭神是天照大神、八意思兼神、大己貴神、軻遇突智選和東照大神，稻荷神社是豐食大神，金刀比羅神社是事比羅神和大物主神。
神社境內面積達2793坪（約9233.06平方），本殿建於文政6年（1823年），為神明造，銅板屋頂，正面寬2間5寸（約3.79），長2間2尺5寸（約4.39），中門是天鳥破風形銅板屋頂，寬1間2尺（約2.42），玉垣為木造瓦頂，長20間4尺（約37.58），拜殿是入母屋造木造瓦頂，正面寬6間（約10.91），長2間（約3.64），外垣是木造梯形，長19間（約34.55），神樂殿是木造瓦頂，正面寬7間（約12.73），長2.5間（約4.55），社務所也是木造瓦頂，正面寬和長各7.5間（約13.64），中庭面積達11坪（約36.36平方），手水舍亦是木造瓦頂，正面寬1間2尺，長1間1尺（約2.12）。此外，五社神社正面寬6尺（約1.82），長4尺（約1.21），稻荷神社正面寬6尺（約1.82），長9尺（約2.73），金刀比羅神社正面寬4尺（約1.21），長5尺（約1.52），一之鳥居和二之鳥居是御影石製，一之鳥居高1丈2尺（約3.64），二之鳥居高1丈（約3.03）。

## 祭事
| 每月 | 月次祭（每月1日和15日） 本宮月次祭（每月8日、18日和28日）       |
| 1月  | 元旦祭（1月1日） 交通安全祈願祭（1月2日） 御焚上祭（1月15日）   |
| 2月  | 節分祭（2月3日） 建國祭（2月11日） 祈年祭（2月17日） 稻荷神社祭 |
| 3月  | —                                                               |
| 4月  | —                                                               |
| 5月  | 獻茶祭（八十八夜）                                              |
| 6月  | 夏越大祓祭（6月30日）                                           |
| 7月  | —                                                               |
| 8月  | —                                                               |
| 9月  | 五社神社祭（9月1日） 例大祭（敬老之日前的星期五至日）           |
| 10月 | —                                                               |
| 11月 | 中酉祭（中酉日）                                                |
| 12月 | 應神天皇誕生祭（12月14日）                                      |

## 外部連結
- . 事任八幡宮.   [2022-01-04]. （原始内容存档于2021-12-28） （日语）. （页面存档备份，存于）
- . 事任八幡宮.   [2022-01-05]. （原始内容存档于2022-01-05） （日语）. （页面存档备份，存于）
- . 掛川市.   [2022-01-05]. （原始内容存档于2022-01-05） （日语）. （页面存档备份，存于）
- . 靜岡縣神社廳（日语：神社庁）.   [2022-01-05]. （原始内容存档于2022-01-05） （日语）. （页面存档备份，存于）
- . 全國一之宮巡拜會.   [2022-01-05]. （原始内容存档于2020-10-22） （日语）. （页面存档备份，存于）